# Lijst van Vlaamse ministers van Economie
Dit is een lijst van ministers van Economie en Sociale Economie in de Vlaamse Regering.

## Economie

### Lijst
| Nr. | Minister | Minister                    | Partij | Partij   | Begin             | Einde             | Regering(en)             | Bevoegdheid                               |
| --- | -------- | --------------------------- | ------ | -------- | ----------------- | ----------------- | ------------------------ | ----------------------------------------- |
| 1   |          | Gaston Geens (1931-2002)    |        | CVP      | 22 december 1981  | 18 oktober 1988   | Geens I, II, III         | Economische Zaken/ Economie               |
| 2   |          | Jos Dupré (1928-2021)       |        | CVP      | 3 februari 1988   | 18 oktober 1988   | Geens III                | KMO-beleid                                |
| 3   |          | Norbert De Batselier (1947) |        | SP       | 18 oktober 1988   | 21 januari 1992   | Geens IV                 | Economie en Middenstand                   |
| 4   |          | Luc Van den Brande (1945)   |        | CVP      | 21 januari 1992   | 20 juni 1995      | Van den Brande I, II III | Economie en KMO's/ Economie en KMO        |
| 5   |          | Eric Van Rompuy (1949)      |        | CVP      | 20 juni 1995      | 13 juli 1999      | Van den Brande IV        | Economie en KMO                           |
| 6   |          | Dirk Van Mechelen (1957)    |        | VLD      | 13 juli 1999      | 6 juli 2001       | Dewael                   | Economie                                  |
| 7   |          | Jaak Gabriëls (1943-2024)   |        | VLD      | 6 juli 2001       | 10 juni 2003      | Dewael                   | Economie                                  |
| 8   |          | Patricia Ceysens (1965)     |        | VLD      | 10 juni 2003      | 20 juli 2004      | Somers                   | Economie                                  |
| 9   |          | Fientje Moerman (1958)      |        | VLD      | 20 juli 2004      | 9 oktober 2007    | Leterme, Peeters I       | Economie en Ondernemen/ Economische Zaken |
| (8) |          | Patricia Ceysens (1965)     |        | Open Vld | 9 oktober 2007    | 13 juli 2009      | Peeters I                | Economische Zaken                         |
| 10  |          | Kris Peeters (1962)         |        | CD&V     | 13 juli 2009      | 25 juli 2014      | Peeters II               | Economie                                  |
| 11  |          | Philippe Muyters (1961)     |        | N-VA     | 25 juli 2014      | 2 oktober 2019    | Bourgeois, Homans        | Economie                                  |
| 12  |          | Hilde Crevits (1967)        |        | CD&V     | 2 oktober 2019    | 18 mei 2022       | Jambon                   | Economie                                  |
| 13  |          | Jo Brouns (1975)            |        | CD&V     | 18 mei 2022       | 30 september 2024 | Jambon                   | Economie                                  |
| 14  |          | Matthias Diependaele (1979) |        | N-VA     | 30 september 2024 | heden             | Diependaele              | Economie en Industrie                     |

## Sociale Economie

### Lijst
| Nr. | Minister | Minister                     | Partij | Partij | Begin             | Einde             | Regering(en)       |
| --- | -------- | ---------------------------- | ------ | ------ | ----------------- | ----------------- | ------------------ |
| 1   |          | Kathleen Van Brempt (1969)   |        | sp.a   | 20 juli 2004      | 13 juli 2009      | Leterme, Peeters I |
| 2   |          | Freya Van den Bossche (1975) |        | sp.a   | 13 juli 2009      | 25 juli 2014      | Peeters II         |
| 3   |          | Liesbeth Homans (1973)       |        | N-VA   | 25 juli 2014      | 2 oktober 2019    | Bourgeois, Homans  |
| 4   |          | Hilde Crevits (1967)         |        | CD&V   | 2 oktober 2019    | 18 mei 2022       | Jambon             |
| 5   |          | Jo Brouns (1975)             |        | CD&V   | 18 mei 2022       | 30 september 2024 | Jambon             |
| 6   |          | Hilde Crevits (1967)         |        | CD&V   | 30 september 2024 | Heden             | Diependaele        |